# Fresh (film 1994)
Fresh è un film del 1994 diretto da Boaz Yakin.

## Trama
Fresh è un ragazzo di 12 anni afro-americano, brillante e attento. I suoi genitori sono separati: il padre Sam è alcolizzato, vive in una roulotte, e tutto quello che può dargli sono lezioni di scacchi, gioco nel quale è un campione soprattutto in modalità a tempo. Fresh fa tesoro, con gli scacchi arrotonda giocando per soldi e battendo regolarmente anche gli adulti.
Dopo la scuola il suo tempo libero pare essere diviso tra basket e amici coetanei, coi quali parla di cose tipiche dei ragazzini della sua età, come fumetti. È innamorato di una ragazzina, Rosie.
Fresh ha però anche un'altra attività, quella di abilissimo spacciatore di strada, per conto di alcuni piccoli e meno piccoli gangster locali, Jake, Corky, e Esteban. Questa attività gli permette di aiutare la famiglia e la sorella maggiore che ha problemi di droga a causa dei quali è succube di uno dei più grossi gangster, Esteban. Fresh ha un nascondiglio nel quale custodisce i soldi guadagnati, che pianifica di usare per lasciare la città, che odia.
Un giorno assiste con Rosie ad una partita di basket nel quartiere nella quale sta giocando anche Jake, un gangster di basso livello nella catena di spaccio, ma imprevedibile e violento. Sentendosi umiliato dalla bravura del giovane Curtis, Jake va a prendere una pistola e per stizza spara al ragazzino. Tutti scappano tranne Fresh, che oltrepassando il cadavere di Curtis sembra essere l'unico a notare che anche Rosie è stata colpita e spira guardandolo negli occhi. Interrogato, Fresh si dimostra freddo e impassibile, e dice di non avere visto nulla.
Da questo punto la vita di Fresh cambierà, userà i suoi risparmi, la sua intelligenza non comune e le sue capacità strategiche affinate con lo studio degli scacchi, per imbastire in segreto e da solo un complesso piano, col quale si prefigge di farla pagare a tutti coloro che ritiene responsabili della spirale di droga e violenza che ha causato la morte di Rosie e che sta distruggendo la sorella maggiore.
Durante lo svolgersi di questo piano Fresh è costretto a vedere il suo migliore amico Chukie passare dalle cose spensierate dell'infanzia al coinvolgimento nello spaccio di droga per Esteban. Chukie si vanta del possesso di una pistola e di un pitbull affettuoso, ma che vuole incattivire e addestrare ai combattimenti.
Una sera Chukie, troppo sicuro della propria arma, viene ucciso da altri spacciatori di droga adulti. Nei giorni seguenti Fresh decide di impiccare il pitbull di Chukie, che addestrato ai combattimenti è cambiato in peggio e pare ormai parte di quel mondo che Fresh odia.
Fresh riuscirà a ingannare e mettere i gangster uno contro l'altro in modo che si eliminino a vicenda. Resterà soltanto Esteban, che fino alla fine non si renderà conto che mentre eliminava gli altri stava creando le prove della propria colpevolezza, che Fresh aveva pianificato di fare trovare alla polizia.
Esteban, incredulo, viene arrestato, sua sorella ha così speranza di rifarsi una vita, ma Fresh e la sua famiglia ormai sono probabili vittime di ritorsioni, così dovranno andarsene lontano dalla città con il supporto e la copertura della polizia.
Fresh va prima a dare l'addio al padre che, ignaro dei fatti, capisce che il figlio gli deve dire qualcosa. Mentre spazientito lo esorta a parlare, per la prima volta nel film Fresh piange.